# 毛利の殿さま巻
毛利の殿さま巻（もうりのとのさままき）は、山口県萩市の松栄堂で作られている和菓子である。萩市の土産菓子の一つである。
萩市と同じく小京都として知られる島根県津和野町の源氏巻をモデルとしているが、小豆餡に夏みかんを入れて練り上げ、餅と一緒に一文字焼の生地で焼き上げている。
毛利元就の「三矢の訓」の故事にあやかり、味・形・舌ざわりの三位一体を目指してつくられているという。長州藩36万石に封じられてからもよく国を治め、明治維新の原動力を作った毛利家代々の藩主を偲んだ菓子である。
1988年第21回全国菓子大博覧会（松江市）で厚生大臣賞を、1994年第22回全国菓子大博覧会（金沢市）で総裁賞を受賞している。